# Bobbi Eden
Priscilla Hendrikse, conocida artísticamente como Bobbi Eden (La Haya, Países Bajos; 4 de enero de 1980) es una actriz pornográfica y modelo de glamour holandesa.
Ha sido modelo de glamour desde 1998. Quedó segunda en un concurso realizado por la versión holandesa de la revista Penthouse, para ser elegida como la chica Penthouse del año. Luego pasó a tener diversos trabajos de modelaje en Europa, incluidos catálogos de ropa interior, publicidad de zapatos y revistas semanales. Fue una de las primeras modelos de Glamour para una casa de voyeurhouse de 24 horas, durante dos años. Luego viajó a Londres donde modeló para varias revistas tales como Club, Men Only, Soho. Ha aparecido en más de 250 revistas y en más de 100 portadas de revistas.
Luego de trabajar tres años para diversas revistas, conoció a Jenna Jameson en un set porno, la cual le propuso actuar juntas, ante lo cual ella le dijo que todavía no estaba lista. Medio año después PRIVATE Europe fue la primera con la que filmó una escena heterosexual, con su esposo Caín. Una estrella porno había nacido. Hasta el momento ha realizado más de 100 películas porno.
También ha aparecido en el vídeo musical del DJ Holandés Ferry Corsten Watch Out. En el video, una pequeña Ferry corre feliz alrededor en un carro de carreras. También ha aparecido en vídeos de los DJs Chew Fat y Sun Club.
En 2010, Hendrikse prometió que si la selección de fútbol de Holanda ganaba la Copa Mundial de la FIFA en Sudáfrica, le practicaría sexo oral a todos sus seguidores en Twitter, lo cual incrementó su lista de seguidores de escasos 5.000, a más de 90.000.

## Premios
- 2003 Mejor Actriz Europea[3]
- 2004 Mejor Actriz del BeNeLux[4]